# Så går jag nu till vila trygg
Så går jag nu till vila trygg är en svensk psalm med text skriven 1978 av Bo Setterlind. Texten är en tolkning av "Jeg lægger mig så trygt til ro" skriven 1863 av den danske författaren Christian Winther. Den gavs ut för första gången i Aftenbøn ABC som Winther gjorde tillsammans med bildkonstnären Constantin Hansen. Texten från Setterlinds texts första vers bygger på Psaltaren 4:9, 121:2-3, andra versen på Psaltaren 118:1 och tredje versen på Psaltaren 121:5. Musiken skrevs 1975 av tonsättaren Ingemar Braennstroem. I Ung psalm är musiken istället skriven av Millan Holm.

## Publicerad i
- Psalmer och Sånger 1987 som nummer 553 under rubriken "Dagens och årets tider: Kväll".[3]
- Psalmer i 90-talet som nummer 860 under rubriken "Dagens och årets tider: Kväll".[1]
- Psalmer i 90-talet – Körsatser.[1]
- Verbums psalmbokstillägg 2003 som nummer 749 under rubriken "Dagens och årets tider: Kväll".[1]
- Ung psalm 2006 som nummer 5 under rubriken "Mitt i tiden – under dagen och året, och in i evigheten".[2]
- Kirkesangbogen 2017 som nummer 958.[1]